# Campionati mondiali di volo con gli sci 1988
I Campionati mondiali di volo con gli sci 1988, decima edizione della manifestazione, si svolsero dall'11 al 13 marzo a Oberstdorf, in Germania Ovest, e contemplarono esclusivamente la gara individuale maschile. A causa delle condizioni atmosferiche avverse fu realizzata una sola serie di salti, con il computo delle due migliori prestazioni per ciascun atleta.

## Risultati
| Posizione | Atleta               | Nazione        | Punti |
| --------- | -------------------- | -------------- | ----- |
| 1         | Ole Gunnar Fidjestøl | Norvegia       | 364,0 |
| 2         | Primož Ulaga         | Jugoslavia     | 361,0 |
| 3         | Matti Nykänen        | Finlandia      | 355,5 |
| 4         | Pavel Ploc           | Cecoslovacchia | 342,0 |
| 5         | Günther Stranner     | Austria        | 337,5 |
| 6         | Jiří Parma           | Cecoslovacchia | 334,5 |

Trampolino: Heini Klopfer

## Medagliere per nazioni
| Posizione | Nazione    | Oro | Argento | Bronzo | Totale |
| --------- | ---------- | --- | ------- | ------ | ------ |
| 1         | Norvegia   | 1   | 0       | 0      | 1      |
| 2         | Jugoslavia | 0   | 1       | 0      | 1      |
| 3         | Finlandia  | 0   | 0       | 1      | 1      |